# Cossypha archeri
La cosifa de Archer (Cossypha archeri) es una especie de ave paseriforme de la familia Muscicapidae endémica del oeste de la región de los Grandes Lagos de África.

## Distribución geográfica y hábitat
Se encuentra en Burundi, la República Democrática del Congo, Ruanda y Uganda. Sus hábitat naturales son los bosques húmedos tropicales de montaña. Su distribución altitudinal oscila entre 1660 y 4300 m s. n. m..

## Subespecies
Se reconocen las siguientes subespecies:
- C. a. archeri Sharpe, 1902, en África Oriental.
- C. a. kimbutui (Prigogine, 1955), en el monte Kabobo (República Democrática del Congo).